# Tosin Ogunode
Tosin Joseph Ogunode (né le 2 mars 1994 au Nigeria) est un athlète qatarien, spécialiste du sprint. C'est le jeune frère de Femi Ogunode.

## Carrière
Il détient le record d'Asie du 60 m en 6 s 50 de 2014 à 2016, puis co-jointement de 2016 à 2018 avec le Chinois Su Bingtian, avant que celui-ci ne l'améliore à 6 s 47 le 3 février 2018.
Le 26 août 2018, il remporte la médaille d'argent des Jeux asiatiques de Jakarta sur 100 m et porte son record personnel à 10 s 00. Il est devancé par le Chinois Su Bingtian (9 s 92).

## Palmarès
| Date | Compétition                  | Lieu         | Résultat | Epreuve | Temps   |
| ---- | ---------------------------- | ------------ | -------- | ------- | ------- |
| 2017 | Championnats d'Asie          | Bhubaneshwar | 5e       | 100 m   | 10 s 40 |
| 2018 | Championnats d'Asie en salle | Téhéran      | 2e       | 60 m    | 6 s 63  |
| 2018 | Jeux asiatiques              | Jakarta      | 2e       | 100 m   | 10 s 00 |
| 2021 | Championnats panarabes       | Radès        | 2e       | 100 m   | 10 s 41 |

## Records
| Épreuve | Temps   | Lieu      | Date            |
| ------- | ------- | --------- | --------------- |
| 60 m    | 6 s 50  | Flagstaff | 25 janvier 2014 |
| 100 m   | 10 s 00 | Jakarta   | 26 août 2018    |